# 邓志谟
邓志谟（1560年？—1624年？），字景南，又字明甫、鼎所，别号百拙生、竹溪散人、竹溪主人、竹溪風月主人、嘯竹主人等。明代饶州府安仁人。
約生於嘉靖三十九年前後，万历年間人，早年游福建，为建阳書商余彰德之塾师。家貧，為謀生養家，編撰《古事鏡》、《古事苑》、《故事白眉》、《故事黃眉》等書。其胸藏万卷書，人稱‘兩腳書櫥’，临川汤显祖尝以异才称之。邓志谟长期置身于社会下层，对天灾、疾病和恶势力给人民带来的灾难，有極其深刻體會。天启四年（1624年）尚在世。著有《铁树记》（新鍥晉代許旌陽得道擒蛟鐵樹記》）、《飛劍記》（鍥唐代呂純陽得道飛劍記）、《咒枣记》（鍥五代薩真人得道呪棗記）、《锲旁注事类捷录》、《山水争奇》、《风月争奇》、《花鸟争奇》、《童婉争奇》《疏果争奇》等書。另撰有戏曲《五局传奇》，即《并头莲记》、《玛瑙簪记》、《玉连环记》、《凤头鞋记》、《八珠环记》。作品多由建阳余氏书坊承印。